# Regalo del alma
Regalo del alma es el título del último álbum de estudio grabado por la artista cubana Celia Cruz, fue lanzado al mercado póstumamente bajo el sello discográfico Sony Discos el 29 de julio de 2003, tras la muerte de Cruz por cáncer cerebral el 16 de julio del mismo año. Es el septuagésimo álbum de Cruz.
El álbum generó dos sencillos: Ríe y llora y Ella tiene fuego. El primero alcanzó el número doce en la lista Billboard Hot Latin Tracks y el número diecinueve en la lista Billboard Latin Pop Airplay. Dirigió la lista Billboard Latin Tropical Airplay durante once semanas en 2003. El último alcanzó el número veinticinco y el número dos en la lista Billboard Hot Latin Tracks y la lista Billboard Tropical Airplay, respectivamente. 
Vendiendo 24.000 copias en su primera semana, la grabación alcanzó el puesto número cuarenta en el Billboard 200 y número uno en las listas Billboard Top Latin Albums y Billboard Tropical/Salsa Albums. "Regalo del alma" fue galardonado con el premio Grammy Latino al "Mejor Álbum de Salsa". También recibió el Premio Grammy al "Mejor Disco de Salsa / Merengue" en el 46.º Grammy anual.

## Antecedentes
A finales de 2001, Cruz lanzó su 59.º álbum de estudio "La negra tiene tumbao". El álbum incluyó un sencillo top ten, en su canción de título, así como otros sencillos relativamente exitosos, "Hay que empezar otra vez" y "Pa' arriba no va". "La negra tiene tumbao" alcanzó el número treinta en la lista Billboard Hot Latin Tracks y el número cuatro en la lista Billboard Latin Tropical Airplay. "Hay que empezar otra vez" alcanzó el número dieciséis en la lista Billboard Tropical Airplay. El primero recibió nominaciones para Grabación del Año, Canción del Año y Video Musical del Año en los Premios Grammy Latinos de 2002. El álbum ganó el Premio Grammy Latino al Mejor Álbum de Salsa. Fue nominado al premio Grammy Latino por Álbum del Año. El álbum alcanzó el número cinco y el número dos en las listas Billboard Latin Albums y Billboard Tropical Albums, respectivamente. También logró a alcanzar el pico en el número treinta y ocho en la lista Billboard Heatseeker Albums. En noviembre de 2002, un álbum recopilatorio titulado "Hits Mix" fue lanzado. El álbum finalmente fue a la cumbre en el número dos en el Billboard Latin Albums, y número uno en el Billboard Tropical Albums. También alcanzó el número 106 en el Billboard 200.

## Grabación y producción
Después de una presentación en México en 2002, Cruz comenzó a mostrar signos de su mala salud. Cruz debía comenzar a grabar en diciembre de 2002, sin embargo ese mes, Cruz fue marginada por un tumor cerebral. A principios de 2003, tras una cirugía parcialmente exitosa para extirpar el tumor, Cruz regresó al estudio para grabar "Regalo del alma", semanas después de la operación. Mientras grababa el álbum, Cruz sabía que "iba a morir en cualquier momento, cualquier mes", según el productor Sergio George. George afirmó que el álbum era un proyecto emocional y extraño para trabajar. Él citó la "voluntad de ganar y luchar para conseguir esta grabación" de Cruz como algo que él apreciaría por el resto de su vida, llamando al álbum su gran logro. "Ríe y llora" fue la canción final grabada antes de su muerte. Cruz pidió que la canción sea el sencillo principal del álbum, "ya que fue la canción en la que se identificó". Cruz murió el 16 de julio de 2003 de cáncer cerebral, a la edad de 77 años.

## Composición musical
"Ella tiene fuego" combina los géneros musicales tropicales y rap. En la biografía de Cruz de Eduardo Marceles, Marceles consideró la canción como "otro tema del rap". La segunda canción, "José Caridad", fue compuesta en tonalidad de clave menor. Cuenta con el uso de un piano, un conjunto de cuerno de bronce, percusión prominente y percusión de mazo. La canción también utiliza la instrumentación acústica. Esta canción también hace uso de llamada y respuesta vocal. "Ríe y llora" se compuso en tonalidad de clave menor con letras alegres y ritmos pegadizos. Cuenta con el uso de un piano, conjunto de trompa de bronce y percusión prominente. Toma influencia de la música afro-latina. La canción experimenta en balada pop, acompañada por el uso de una guitarra eléctrica. Según una biografía de Cruz, la canción "se trata de reír y llorar. Cruz recuerda a sus oyentes a vivir su vida plenamente y disfrutar cada momento". El escritor cubano José Quiroga afirmó que la canción era "un atractivo para vivir por el momento, y entender que el perdón no es olvidar, sino más bien la posibilidad de recordar sin dolor". Él opinó que la canción estaba debidamente titulada. "Pa 'la cola" fue compuesta en tonalidad de clave importante. Tiene raíces caribeñas, tomando influencias de estilos musicales afro-latinoamericanos y caribeños. "María la loca" fue compuesta en tonalidad de clave menor. Líricamente, la canción habla de amor y angustia. Experimenta en baladas acústicas. "Yo viviré (I Will Survive)" fue originalmente interpretado por la cantante estadounidense Gloria Gaynor. Fue escrito por Freddie Perren y Dino Fekaris. Cruz originalmente interpretó la canción en español en su álbum de 2000 titulado "Siempre viviré".

## Lanzamiento y promoción
El álbum marcó el septuagésimo álbum de Cruz. El álbum fue lanzado originalmente el 29 de julio de 2003. Fue reeditado el 5 de agosto de 2003, por Sony Music. En febrero de 2003, la cadena de televisión "Telemundo" anunció que producirá y presentará un concierto homenaje a Cruz, titulado "¡Celia Cruz: Azúcar!". Fue presentado por el cantante estadounidense Marc Anthony y la cantante cubano-estadounidense Gloria Estefan. Entre las presentaciones musicales de varios músicos latinos y artistas angloamericanos se encuentran el cantante puertorriqueño-estadounidense Víctor Manuelle, la cantante mexicana Paulina Rubio, el cantante puertorriqueño-estadounidense José Feliciano, la cantante dominicana Milly Quezada, el grupo colombiano Los Tri-O, Estefan, la cantante americana Patti Labelle, el cubano Arturo Sandoval, la cantante mexicana Ana Gabriel, el cantante puertorriqueño Gilberto Santa Rosa, el cantante puertorriqueño Tito Nieves, la cantante cubana Albita, el cantante dominicano Johnny Pacheco, la cantante mexicana Alicia Villarreal, la cantante puertorriqueña Olga Tañón, el cantante puertorriqueño Mikey Perfecto, el cantante dominicano José Alberto "El Canario", la cantante puertorriqueña Rosario, el nicaragüense-estadounidense Luis Enrique, Anthony y la estadounidense Gloria Gaynor. El tributo especial fue emitido en marzo de 2003. Recaudó $145.000 para "Celia Cruz Foundation". Esta fue la última aparición pública de Cruz. El 27 de enero de 2004, el concierto fue lanzado en DVD.

## Rendimiento comercial
Tras el lanzamiento, el álbum vendió 24.000 copias en su primera semana. Las copias del álbum pronto se agotaron, después de su lanzamiento. Para la semana del 9 de agosto de 2003, el álbum debutó en el número cincuenta y uno en la lista Billboard Latin Albums y el número cinco en la lista Billboard Tropical Albums. La semana siguiente, el álbum alcanzó el número uno en ambas listas, debutando en el número cuarenta en el Billboard 200. Dirigió la lista de "Latin Albums" durante tres semanas, siendo sucedido por "Nuestro destino estaba escrito" por Intocable, para la semana del 6 de septiembre de 2003. El álbum encabezó la lista "Tropical Albums" durante cinco semanas, siendo sucedido por "Exitos eternos" de Cruz para la semana del 20 de septiembre de 2003. "Exitos eternos" lideró la lista durante tres semanas antes de ser desalojado por "Regalo del alma" para la semana del 11 de octubre de 2003. "Exitos eternos" volvió a la cima, la semana siguiente del 18 de octubre de 2003, mientras que "Regalo del alma" recuperó el primer puesto para la siguiente semana del 25 de octubre de 2003. La semana siguiente, "Exitos eternos" recuperó el primer puesto.

## Recepción de la crítica
Evan Gutierrez, de Allmusic, dio al álbum cuatro estrellas y media de cinco estrellas. Elogió el álbum por "mantener el tono exuberante y alegre" de Cruz y por su frescura que hizo el proyecto vigorizante. Gutiérrez afirmó que el álbum tenía influencias estilísticas modernas y producción. Por esta razón, afirmó que la producción a veces "enmascaraba la riqueza sutil de la actuación vocal de Celia". Él sentía que los ventiladores más viejos de Cruz podrían no favorecer el álbum. Él citó "Ella tiene fuego" y "La niña de la trenza negra" como "pistas impulsadas por bucle que impulsan a Cruz ya su leal base de seguidores hacia el siglo XXI". Gutierrez llamó a "Yo viviré" una interpretación creativa de la canción clásica de disco "I Will Survive". Se refirió a ella "como una declaración desde más allá" con "letras reflejadas y un arreglo magnífico". Leila Cobo, de la revista Billboard, sentía que el álbum estaba grabado de la "manera típica de Cruz: rápidamente y desde el corazón". Achy Obejas, del Chicago Tribune, dio una crítica favorable al álbum. Él llamó un "medido final". Él comparó "Ella tiene fuego" al sencillo de 2001 de Cruz "La vida es un carnaval" y "La niña de la trenza negra" a "La negra tiene tumbao". Él demandó el álbum para entregar "energía pop, salsa incondicional y soul cubano". Él llamó a "Yo viviré" "por encima de la cima", también lo calificó de "testimonio", porque según él, "a pesar de su modestia, incluso ella [Cruz] sabía que era atemporal".
"Ríe y llora" recibió un premio de ASCAP por la "Canción Tropical del Año". En los Premios Grammy Latinos de 2004, la canción ganó el Premio Grammy Latino de "Mejor Canción Tropical". Se considera una de las canciones más significativas de Cruz. Según el periódico "El País", la canción ayudó a aliviar la "nostalgia" causada por la muerte de Cruz. El periódico "El Heraldo" incluyó la canción en su lista de diez canciones que "inmortalizaron a Cruz". "Ella tiene fuego" también recibió un premio de ASCAP por la "Canción Tropical del Año" en 2005. En la ceremonia del Premio Grammy Latino, "Regalo del Alma" fue galardonado con el premio Grammy Latino al "Mejor Álbum de Salsa". También recibió el Premio Grammy al "Mejor Disco de Salsa / Merengue" en el 46.º Grammy anual. El periódico "La Nación" afirmó que "Ríe y llora" y "Yo viviré" son dos de los videos más "sabrosos" de Cruz. En los Latin Billboard Music Awards de 2004, "Regalo Del Alma" recibió el Álbum Tropical del Año en la categoría femenina. Cobo predijo que el álbum debería ganar el premio. También ganó el premio "Álbum de Grandes Éxitos del Año" de "Hits Mix" (2002), convirtiéndose también en la Mejor Artista de Álbumes del Año. En la categoría femenina de Álbum Tropical del Año, Cruz también fue nominada con "Éxitos Eternos" (2003) y "Hits Mix". En la categoría "Álbum de Grandes Éxitos del Año", Cruz también fue nominada para "Éxitos Eternos".

## Lista de canciones
| N.º | Título                       | Escritor(es)                                       | Duración |  |
| 1.  | «Ella tiene fuego»           | Sergio George · Edgardo Franco · Jorge Piloto      | 4:07     |  |
| 2.  | «José Caridad»               | Gradelio Pérez · Alain Pérez                       | 3:59     |  |
| 3.  | «Ríe y llora»                | George · Fernando Osorio                           | 4:10     |  |
| 4.  | «Ay, pena, penita»           | Antonio Quintero · Rafael de León · Manuel Quiroga | 4:58     |  |
| 5.  | «Diagnóstico»                | Marisela Verena                                    | 4:28     |  |
| 6.  | «La niña de la trenza negra» | Pérez · Pérez                                      | 4:10     |  |
| 7.  | «Me huele a rumba»           | Chery Jimenez                                      | 4:04     |  |
| 8.  | «No estés amargao»           | Rafael Ray                                         | 4:03     |  |
| 9.  | «Pa' la cola»                | George · Manny Benito                              | 4:04     |  |
| 10. | «María la loca»              | Luca Germini · José Suárez · Yrvis Mendez          | 4:01     |  |
| 11. | «Yo viviré (I Will Survive)» | Dino Fekaris · Freddie Perren · Oscar Gómez        | 4:31     |  |

## Créditos y personal
Esta información está adaptada de Allmusic.
Producción
- Sergio George - Piano, arreglista, teclados, productor, bajo, programación de batería
- Ángel Carrasco - Productor ejecutivo
- Bob Brockman - Mezcla
- Mike Fuller - Masterización
- Jake R. Tanner - Ingeniero
- Luca Germini - Ingeniero
- Jon Fausty - Ingeniero, mezcla
- Jorge Gómez - Técnico de sonido, mezcla
- Óscar Gómez - Adaptación, productor digital, voces, realización, mezcla
- Iván "Melón" González - Piano
- Carlos Laurenz - Ingeniero, técnico de sonido, mezclador
- José López - Técnico de sonido
- Olga Santos - Técnico de sonido
- Susana Ensin Tarriño - Coordinación de producción
- Maite Palencia - Coordinación de producción
- Adolfo Pérez Butrón - Fotografía
- Mario Houben - Diseño gráfico
- Rudy Sánchez - Cabello

Músicos
- Yrvis Méndez - Guitarra acústica, arreglista, guitarra eléctrica, teclados, programación, bajo, voces
- José "Majito" Aguilera - percusión, bongos, timbales, batá, cajón, tumbadora, vocales
- Alain Pérez - Arreglista, teclados, tres cubano, bajo, voz
- Bernd Schoenhart - Guitarra acústica, guitarra eléctrica
- Juan Cerro - Guitarra española
- Juan Munguía - Trompeta
- Marc Quiñones - Percusión
- Luis Quintero - Percusión
- Cherito - Voces
- Celia Cruz - Voces
- William Duvall - Voces
- Rubén Rodríguez - Bajo
- Julio Barreto - Voces
- Axé Bahia - Aparición especial
- El General - Rap

© MMIII. Sony Music Entertainment Inc.

## Posiciones

### Listas semanales
| Lista (2003)                   | Posición más alta |
| ------------------------------ | ----------------- |
| US Billboard 200               | 40                |
| US Latin Albums (Billboard)    | 1                 |
| US Tropical Albums (Billboard) | 1                 |

### Listas anuales
| Lista (2003)                   | Posición |
| ------------------------------ | -------- |
| US Latin Albums (Billboard)    | 10       |
| US Tropical Albums (Billboard) | 2        |

### Sucesión y posicionamiento
| Predecesor: Siempre arriba de Bronco: El Gigante de América | U.S. Billboard Top Latin Albums — Álbum n.º 1 16 de agosto de 2003 - 5 de septiembre de 2003 | Sucesor: Nuestro destino estaba escrito de Intocable |

| Predecesor: Hits Mix de Celia Cruz       | U.S. Billboard Tropical/Salsa Albums — Álbum N°. 1 (Primera vuelta) 16 de agosto de 2003 - 19 de septiembre de 2003 | Sucesor: Éxitos eternos de Celia Cruz |
| Predecesor: Éxitos eternos de Celia Cruz | U.S. Billboard Tropical/Salsa Albums — Álbum N°. 1 (Segunda vuelta) 11 de octubre de 2003 - 17 de octubre de 2003   | Sucesor: Éxitos eternos de Celia Cruz |
| Predecesor: Éxitos eternos de Celia Cruz | U.S. Billboard Tropical/Salsa Albums — Álbum N°. 1 (Tercera vuelta) 25 de octubre de 2003 - 31 de octubre de 2003   | Sucesor: Éxitos eternos de Celia Cruz |

## Fechas de lanzamiento
| Región         | Fecha                    | Formato               | Discográfica     |
| -------------- | ------------------------ | --------------------- | ---------------- |
| Alemania       | 18 de agosto de 2003     | CD · Descarga musical | Sony Discos      |
| Francia        | 25 de agosto de 2003     | CD · Descarga musical | Sony Discos      |
| Italia         | 25 de agosto de 2003     | CD · Descarga musical | Sony Discos      |
| España         | 18 de septiembre de 2003 | CD · Descarga musical | Columbia Records |
| Reino Unido    | 15 de junio de 2009      | Descarga musical      | Sony Discos      |
| Estados Unidos | 29 de julio de 2003      | CD · Descarga musical | Sony Discos      |
| Estados Unidos | 7 de marzo de 2025       | LP                    | Sony Discos      |

## Certificaciones
| País                                                             | Certificación       | Ventas   |
| ---------------------------------------------------------------- | ------------------- | -------- |
| Estados Unidos                                                   | 2 x Platino (Latin) | 200,000^ |
| ^ cifras de envíos sobre la base de la certificación por sí sola |                     |          |